# Campionati svizzeri di sci alpino 1994
Ai Campionati svizzeri di sci alpino 1994 furono assegnati i titoli di discesa libera, supergigante, slalom speciale e combinata, sia maschili sia femminili, e di slalom gigante femminile.
Oltre agli sciatori svizzeri, poterono concorrere al titolo anche gli sciatori di nazionalità liechtensteinese, mentre gli atleti delle altre federazioni, pur prendendo parte alle competizioni, potevano ottenere solo prestazioni valide ai fini del punteggio FIS.

## Risultati
| Specialità      | Uomini        | Donne               |
| --------------- | ------------- | ------------------- |
| Discesa libera  | Franz Heinzer | Heidi Zeller-Bähler |
| Supergigante    | Franz Heinzer | Heidi Zeller-Bähler |
| Slalom gigante  | non assegnato | Vreni Schneider     |
| Slalom speciale | Andrea Zinsli | Vreni Schneider     |
| Combinata       | Paul Accola   | Marlies Oester      |